# Кутки

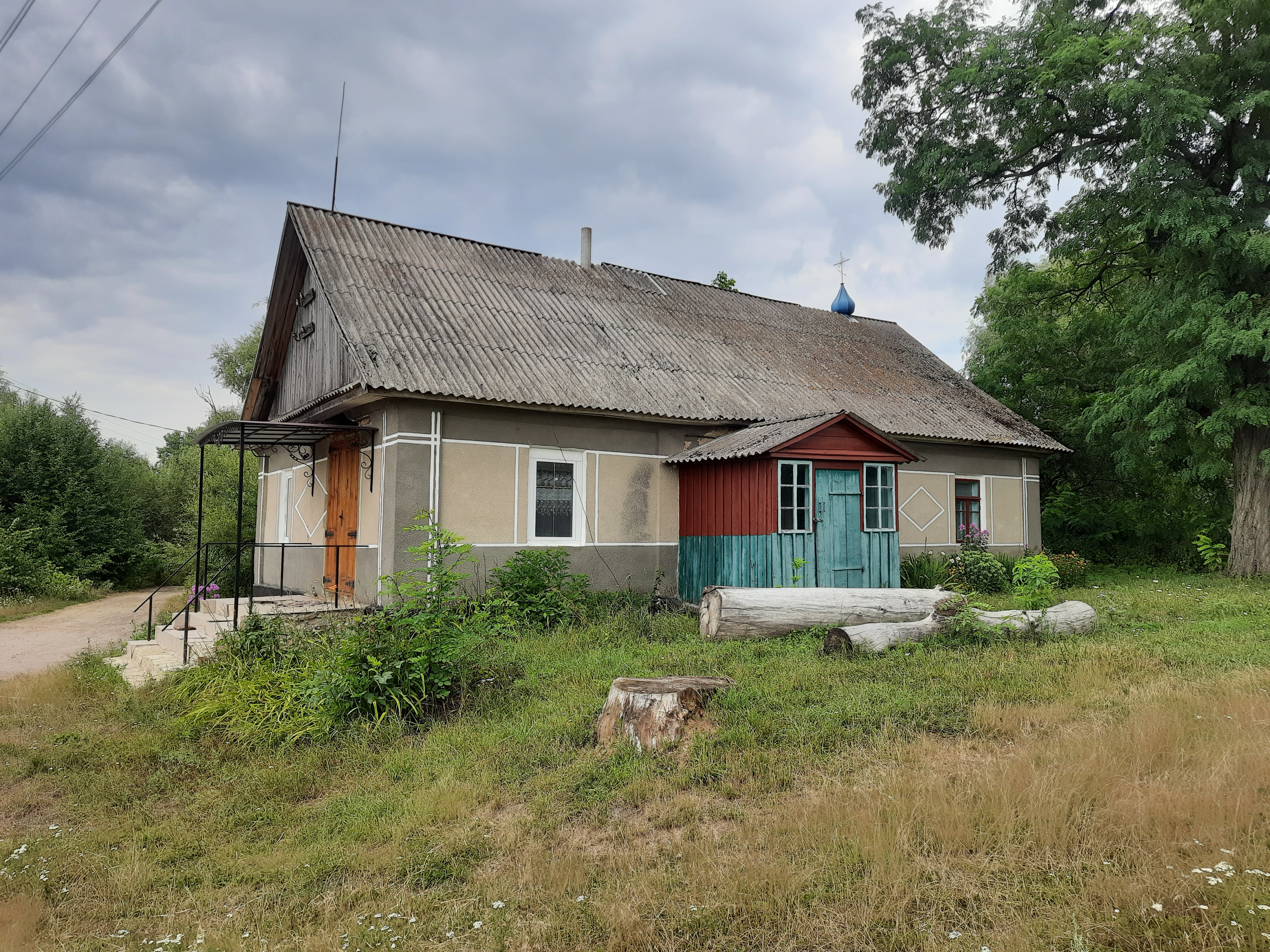
Сільська церква

Ку́тки — село в Україні, у Берездівській сільській громаді Шепетівського району Хмельницької області. Населення становить 384 особи.

## Географія
Село розташоване на правому березі річки Корчик.

## Історія
В кінці 19 століття в селі 137 домів і 829 жителів, дерев'яна церква 1776 року, церковно-приходська школа 1860 року, цегельня. В околиці виступають залежки червоного граніту.
У 1906 році село Берездівської волості Новоград-Волинського повіту Волинської губернії. Відстань від повітового міста 44 верст, від волості 6. Дворів 133, мешканців 871.
7 (20) листопада 1917 року, відповідно до Третього Універсалу Української Центральної Ради, увійшло до складу Української Народної Республіки.
Під час Голодомору в селі померло 11 осіб.
У роки німецької окупації тут діяла підпільна група і партизанський загін під керівництвом Шитова.
12 червня 2020 року, відповідно до розпорядження Кабінету Міністрів України № 727-р «Про визначення адміністративних центрів та затвердження територій територіальних громад Хмельницької області», увійшло до складу Берездівської сільської громади.
19 липня 2020 року, в результаті адміністративно-територіальної реформи та ліквідації Славутського району, село увійшло до складу Шепетівського району.

## Населення
Згідно з переписом УРСР 1989 року чисельність наявного населення села становила 449 осіб, з яких 197 чоловіків та 252 жінки.
За переписом населення України 2001 року в селі мешкало 379 осіб.

### Мова
Розподіл населення за рідною мовою за даними перепису 2001 року:
| Мова       | Відсоток |
| ---------- | -------- |
| українська | 98,96 %  |
| російська  | 0,78 %   |
| білоруська | 0,26 %   |

## Сільське господарство
В Кутках знаходилася бригада № 2 колгоспу «Україна», центральна садиба якого міститься в Ставичанах. Бригада вирощувала зернові культури, цукрові буряки, розводилась м'ясо-молочну худобу.

## Археологічні знахідки
На території села знайдені залишки поселення доби неоліту та могильник черняхівської культури.